# Чемпионат мира по снукеру 2014
Чемпионат мира по снукеру 2014 (англ. World Snooker Championship 2014, также известный как Dafabet World Snooker Championship 2014 — по названию спонсора) — профессиональный рейтинговый турнир по снукеру, который проходил с 19 апреля по 5 мая 2014 года в театре Крусибл в Шеффилде, Англия. Престижное и крупнейшее по рейтинговым очкам и призовым деньгам снукерное соревнование, а также третье соревнование Тройной короны в сезоне 2013/2014. Турнир стал 80-м розыгрышем чемпионата мира, который был основан в 1927 году, и 38-м мировым первенством, которое проходило в Крусибле. Компания Dafabet впервые спонсировала чемпионат мира. Призовой фонд турнира составил £1 214 000 (на £103 000 больше, чем в прошлом году), из которых £300 000 (на £50 000 больше, чем в прошлом году) получил победитель. Первый приз турнира стал рекордным за всю историю снукера.
Чемпионат включал в себя четыре квалификационных раунда, которые проходили в течение восьми игровых дней с 8 по 16 апреля 2014 года в международном спортивном центре «Ponds Forge» в Шеффилде и в которых играли 112 участников (105 профессиональных снукеристов и 7 любителей). 16 победителей последнего квалификационного раунда попали в Крусибл, где к ним присоединились 16 первых сеяных игроков, и, начиная с 1/16 финала, они все играли на выбывание. В первых трех раундах турнира на арене театра Крусибл использовались два игровых стола, а в полуфиналах и финале — один.
Бывшие чемпионы мира Стив Дэвис, Марк Уильямс, Грэм Дотт и Питер Эбдон, а также шестикратный финалист Джимми Уайт и двукратный финалист Мэттью Стивенс не сумели пройти квалификацию чемпионата. 24-летний дебютант турнира Майкл Уэсли совершил одну из величайших сенсаций в истории чемпионатов мира, победив в первом раунде одного из главных фаворитов Дина Цзюньхуэя, который выиграл пять рейтинговых титулов в сезоне. Шотландский игрок Алан Макманус выиграл свой первый матч в Крусибле с 2005 года и впервые с того же чемпионата мира 2005 вышел в четвертьфинал, переиграв в 1/8 финала самого возрастного участника соревнования 44-летнего Кена Доэрти, который в первом раунде выиграл свой первый матч в Крусибле с 2006 года. Валлиец Доминик Дэйл выиграл свой первый поединок в основной стадии чемпионата мира с 2000 года, а также во второй раз в карьере после мирового первенства 2000 вышел в 1/4 финала. Австралиец Нил Робертсон в четвертьфинальном матче против Джада Трампа выполнил свой сотый сенчури в сезоне 2013/2014, став первым снукеристом в истории, который достиг этой высоты, а в полуфинальном поединке против Марка Селби он увеличил свой рекорд до 103-х сотенных брейков, но уступил англичанину со счетом 15:17, пропустив его в финал. Вторым финалистом стал защитник титула Ронни О’Салливан, победитель чемпионатов мира 2012 и 2013 годов, который выиграл четвертьфинальный и полуфинальный матчи у Шона Мёрфи (13:3) и Барри Хокинса (17:7) соответственно с последними сессиями в запасе. Высшую серию в основной стадии турнира, 140 очков, сделал Нил Робертсон в матче первого раунда против Робби Уильямса.
Победителем турнира стал Марк Селби, который проигрывал Ронни О’Салливану в финальном матче со счетом 3:8 и 5:10, но сумел выиграть 13 из 17 последних фреймов поединка и впервые стать чемпионом мира. Таким образом, была прервана победная серия Ронни О’Салливана в Крусибле, которая достигла 14 матчей. Селби переиграл на своем пути к титулу Майкла Уайта (10:9), Алистера Картера (13:9), Алана Макмануса (13:5), Нила Робертсона (17:15) и пятикратного чемпиона мира Ронни О’Салливана в финальном поединке со счетом 18:14. Эта победа стала четвёртым рейтинговым успехом в карьере Селби, а также первым рейтинговым первенством, которое Марк выиграл за полтора года (с чемпионата Великобритании 2012), и принесла ему лидерство в мировом рейтинге. Таким образом, Марк Селби, который помимо чемпионата Великобритании трижды побеждал на Мастерс, стал девятым снукеристом в истории, который выиграл все турниры тройной короны.

## Турнир
Чемпионат мира 2014 года стал 80-м чемпионатом мира по снукеру, который ежегодно проходил с 1927 года с перерывами с 1941 по 1945 годы и с 1958 по 1963 годы. Турнир является одним из трех турниров Тройной снукерной короны (вместе с чемпионатом Великобритании и Мастерс), а также самым престижным и самым высокооплачиваемым из всех снукерных соревнований. С самого основания чемпионат мира проходил в разных городах Англии, а также на острове Джерси (1957), в Южно-Африканской Республике (1965) и в Австралии (1971, 1975). С 1977 года мировое первенство проходит на арене театра Крусибл в Другу.
Чемпионат мира 2014 проходил под эгидой всемирной ассоциации профессионального бильярда и снукера (англ. World Professional Billiards and Snooker Association) и входил в календарь мэйн-тура, а также являлся двенадцатым и последним рейтинговым турниром снукерного сезона 2013/2014.
Матчи основной стадии турнира (31 поединок) играли на двух столах арены театра Крусибл, а квалификация соревнование проходило в международном спортивном центре «Ponds Forge» в Шеффилде, Англия и закончилась за несколько дней до начала чемпионата мира.

## Призовые деньги
Компания Dafabet впервые спонсировала чемпионат мира по снукере. Призовой фонд турнира повысился по сравнению с прошлым годом на £103 000 и составил £1 214 000 (наивысший призовой фонд на чемпионате мира с 2009 года). Также на £50 000 больше по сравнению с чемпионатом мира 2013 года получил победитель турнира — £300 000, которые стали наивысшим первым призом отдельного турнира в истории снукера (до этого рекордная сумма была разыграна на чемпионате мира 2003 года — £270 000).
| Достижения                     | Призовые |
| ------------------------------ | -------- |
| Победитель                     | £300 000 |
| Финалист                       | £125 000 |
| Полуфиналисты                  | £55 000  |
| Четвертьфиналисты              | £25 000  |
| 1/8                            | £16 000  |
| 1/16                           | £12 000  |
| 1/24                           | £8500    |
| 1/32                           | £4600    |
| 1/48                           | £1000    |
| Высший брейк в квалификации    | £1000    |
| Высший брейк в основной стадии | £10 000  |

## Призовой фонд
- Общий призовой фонд £1 214 000 Помимо призового фонда в 1 214 000 фунтов, спонсор турнира, компания Dafabet, во время мирового первенства провела благотворительную акцию. По её условиям, компания объявила, что за каждый сенчури, который оформят в основной стадии чемпионата, она жертвует детскому хоспису «Bluebell Wood» в Северном Энстоне, графство Йоркшир, который предлагает помощь и поддержку детям и молодежи с прогнозируемым неблагоприятным исходом заболевания, по 100 фунтов стерлингов. До этого рекордное количество сотенных брейков было сделано на чемпионате мира 2009 года — 83 серии.

## Рейтинговые очки
Чемпионат мира имел максимальное распределение рейтинговых очков среди всех рейтинговых турниров. Победитель соревнования получил 10000 рейтинговых очков. Для сравнения, на втором рейтинговом турнире тройной короны, чемпионате Великобритании, победитель получил 8000 очков, на открытых чемпионатах Австралии, Индии, Уэльса и German Masters победитель получил 5000 очков, а за победу на мини-рейтинговых турнирах серии PTC игроки получали по 2000 рейтинговых очков. Рейтинговые очки на чемпионате мира имели формальный статус и уже не имели практического значения, так как сразу после чемпионата мира официальным рейтингом снукеристов становился двухлетний денежный рейтинг.

## Формат турнира
На чемпионате мира 2014 приняло участие 128 игроков, из которых 121 — участники мэйн-тура и 7 — любители. 64 участники — игроки с номерами посева с 65 по 120, Игор Фигэйредо, который не имел рейтинговых очков и соответственно не имел номера посева, а также 7 любителей — начали турнир с первого квалификационного раунда в формате матча на выбывание (32 игры), который проходил за 11 дней до основной стадии. В нём игроки с номерами посева с 65 по 96 играли против остальных снукеристов. 32 победители матчей первого раунда выходили во второй квалификационный раунд, в котором играли против участников с номерами посева с 33 по 64 (32 игры). Все 32 победителя матчей второго раунда играли между собой в третьем квалификационном раунде (16 игр), после чего 16 победителей матчей третьего раунда выходили в заключительный четвёртый квалификационный раунд, где играли против участников с номерами посева с 17 по 32 (16 игр). Квалификация чемпионата мира впервые проходила в международном спортивном центре «Ponds Forge» в Шеффилде, Англия. Таким образом, в основную стадию соревнования мира вышли 16 игроков, которые присоединились к 16 снукеристам с номерами посева с 1 по 16.
16 победителей четвёртого квалификационного раунда и 16 игроков, которые попали на чемпионат без квалификации, играли в основной стадии на выбывание, начиная с 1/16 финала, где члены этих двух групп играли между собой. Жеребьевка турнира предопределяла невозможность встречи игроков топ-16 раньше 1/8 финала, игроков топ-8 раньше четвертьфиналов, игроков из первой четверки сеяных раньше полуфинала и двух первых сеяных раньше финала чемпионата мира. Пять раундов основной стадии проходили в течение семнадцати дней на крупнейшей снукерной арене в мире в театре Крусибл в Шеффилде, Англия.

## Квалификация
Посев игроков на чемпионат мира 2014 года был образован согласно официальному рейтингу на 31 марта 2014 года (после финала PTC 2014 года). Первый номер посева получил действующий чемпион турнира Ронни О’Салливан и, поскольку он не входил в топ-16 мирового рейтинга, Роберт Милкинс, занимавший шестнадцатую строчку в рейтинге, не получил место среди шестнадцати снукеристов, которые попали на турнир без квалификации.

### Ход квалификации

#### Первый день (8 апреля)
Квалификация чемпионата мира-2014 началась 8 апреля на арене международного спортивного центра «Ponds Forge» в Шеффилде и проходила на протяжении трех сессий за одиннадцатью столами. Таким образом, в первый игровой день во второй раунд прошли 11 игроков. Сильную игру в матче против любителя Шейна Кэсла продемонстрировал Мартин О’Доннелл, который стал первым победителем на мировом первенстве 2014, разгромив соперника со счетом 10:1 с сериями 100, 119, 139, 90, 64, 97 и 67 очков. Лиам Хайфилд и Чжан Аньда одержали уверенные победы над Халидом Бэлаидом из Ливии и Эндрю Паджеттом из Уэльса соответственно с одинаковым счетом 10:2. Ещё один разгром устроил 42-летний Барри Пинчес, переиграв соотечественника Хамада Миа — 10:3. Более чем через час после этого Кайрен Уилсон взял верх над Крисом Норбери со счетом 10:6 и сотенным брейком в 119 очков. При счете 8:8 в матче Танавата Тирапонгпайбуна (Таиланд) с Сандерсоном Ламом (Англия) тайский снукерист окончил поединок с брейками в 128 и 90 очков в двух последних фреймах вышел во второй круг квалификационной стадии. 86-й сеянный чемпионата Дэниел Уэллс из Уэльса встречался с англичанином Райаном Кларком. Валлиец уступал 3:6 после первой сессии и 3:8 в начале второй, но совершил камбэк и выиграл матч со счетом 10:9, взяв семь из восьми последних фреймов с подходами в 92, 56, 69, 73, 65, 51 и 61 очко. С тем же счетом Пол Дэвисон победил Криса Уэйклина, а любитель Кристофер Киган выбил из турнира 90-го сеяного Майкла Лесли с результатом 10:6. Ещё один камбэк состоялся в матче между 77-м номером мирового рейтинга Крейгом Стедманом и Джеком Джонсом из Уэльса. Английский игрок уступал своему противнику со счетом 2:6, но сумел выиграть восемь из девяти последних партий встречи и со счетом 10:7 получить место во втором раунде в поединке против шестикратного чемпиона мира Стива Дэвиса, который находился под угрозой вылета из мэйн-тура. Последним участником второго круга, который отличился в этот день, стал китайский снукерист Цао Синьлун, 114-й сеянный первенства, который в длинном матче переиграл Джейми О’Нилла в решающем фрейме — 10:9.
Среди поединков, в которых была проведена только первая сессия, нужно отметить матч между 48-летним Тони Драго и 39-летним Робином Халлом. Финский снукерист выиграл семь из девяти партий первой части матча и приблизился к общей победе. С таким же отрывом китаец Ли Хан закончил первую сессию встречи с Рачаецином Ятаруком, оформив сотенный брейк в 104 очка. 19-летний бельгийский игрок Люка Бресель уступал после первой половины матча 108-му номеру посева Ли Пейджу со счетом 4:5, несмотря на сенчури в 118 очков, который выполнил 67-й номер рейтинга, а в поединке ветеранов между 44-летними Джеймсом Уоттаной из Таиланда и Алексом Боргом из Мальты Уоттана вырвался вперед со счетом 5:2, но проиграл две последние партии сессии, и счёт дошёл до 5:4 в пользу Уоттаны.

#### Второй день (9 апреля)
Выбыли: Тони Драго (81), Гэри Уилсон (83), Рачаецин Ятарук (109), Энтони Парсонс, Алан Тейлор (110), Люй Хаотянь (97), Ли Пейдж (108), Сидни Уилсон, Джеймс Уоттана (69), Майк Данн (72), Сэм Бэрд (70), Адам Даффи (78), Эндрю Норман (104), Алекс Девис (95), Фрейзер Патрик (111), Эллиот Слессор (105), Дэвид Грэйс (85), Ахмед Саиф (119), Дэвид Моррис (88), Ноппон Саенгхам (94), Шон О’Салливан (91)

9 апреля в Шеффилде прошел второй день первого квалификационного раунда чемпионата мира. Во время дневной сессии свои матчи заканчивали игроки, которые провели первую сессию 8 апреля. Робин Халл из Финляндии довел до победы поединок против четвертьфиналиста розыгрыша 1988 года Тони Драго со счетом 10:3. Джеймс Кэхилл, который закончил первую сессию матча против 83-го сеяного Гэри Уилсона с лидерством 5:4 с брейком в 106 очков, выиграл пять стартовых фреймов второй части игры и вышел во второй раунд со счетом 10:4. Китайский снукерист Ли Хан победил Рачаецина Ятарука из Таиланда со счетом 10:5, а его соотечественник Чэнь Чжэ переиграл любителя Энтони Парсонса со счетом 10:8. 82-й сеянный турнира Джоэль Уолкер, проигрывая Алану Тейлору со счетом 7:8, выиграл три партии и путевку во второй круг. Робби Уильямс выбил из турнира другого китайского игрока Люй Хаотяня со счетом 10:8, а Люка Бресель из Бельгии, который проигрывал Ли Пейджу после первой сессии, довел матч до победы с тем же счетом. 75-й номер посева Майкл Уэсли из Англии в тяжелом матче победил любителя Сидни Уилсона в решающем фрейме, проигрывая со счетом 7:8. Бывший третий номер мирового рейтинга Джеймс Уоттана, который доходил до 1/2 финала мировых первенств — в 1993 и 1997 годах, проиграл со счетом 9:10 мальтийскому спортсмену Алексу Боргу, который выполнил серию в 61 очко в решающем фрейме. Уже в начале вечерней сессии игрового дня Джон Эстли обыграл 70-го сеяного турнира Сэма Бэрда со счетом 10:9.
В утренней и вечерней сессиях второго игрового дня квалификационной стадии прошли остальные 11 матчей первого раунда. 42-летний Майк Данн, который за неделю до этого впервые в своей карьере дошел до полуфинала рейтингового турнира, потерпел поражение 2:10 от шотландского любителя Риса Кларка, высшим брейком которого стала серия в 88 очков. Единственный бразильский профессиональный игрок Игор Фигэйредо, который не принимал участия ни в одном турнире в сезоне, уверенно переиграл Адама Даффи со счетом 10:4, лишив его возможности сыграть в Крусибле в родном городе. Наибольшей серией бразильца стал брейк в 42 очка, но этого было достаточно для выхода во второй раунд чемпионата на Джерарда Грина из Северной Ирландии.
Стюарт Каррингтон победил соотечественника Эндрю Нормана со счетом 10:5, а двукратный полуфиналист чемпионата мира Джо Свэйл прошел во второй квалификационный раунд, благодаря победе над Алексом Дэвисом со счетом 10:7 и высшим брейком в 87 очков. С лучшей серией в 95 очков Иан Бернс победил шотландца Фрейзера Патрика с результатом 10:6, а Ли Янь из Китая проигрывал 105-му сеянному Эллиоту Слессору со счетом 2:5, после чего сумел выиграть восемь фреймов подряд с брейками в 51 и 64 очка и выйти в следующий раунд. 101-й номер посева Росс Мьюр из Шотландии играл против Дэвида Грэйса и уступал со счетом 1:4, но выиграл девять из одиннадцати следующих партий, включая четыре заключительных фрейма, и закончил матч со счетом 10:6 в свою пользу. Скотт Дональдсон из Шотландии выиграл пять фреймов при счете 5:6 в матче против катарского снукериста Ахмеда Саифа, выйдя в следующий круг на китайца Цао Юйпэна, а швейцарский профессионал Александр Урзенбахер, уступая в матче против ирландца Дэвида Морриса со счетом 2:6, совершил камбэк и выиграл поединок со счетом 10:7 и серией в 117 очков в последнем фрейме. Австралиец Винни Калабрезе в матче против Ноппона Саенгхама из Таиланда уступал со счетом 7:9, но выиграл три заключительных фрейма, доведя матч до победы зачисткой с жёлтого до розового шаров. Третьим любителям после Кигана и Кларка, который вышел во второй раунд, стал Мичел Трэвис, который совершил сенсацию во время чемпионата Великобритании, переиграв Марко Фу. В стартовом матче квалификации он победил Шона О’Салливана со счетом 10:9, благодаря брейку в 84 очка в решающем фрейме.

#### Третий день (10 апреля)
Выбыли: Род Лоулер (42), Пол Дэвисон (73), Барри Пинчес (68), Кристофер Киган, Мартин О’Доннелл (87), Лиам Хайфилд (76), Дэниел Уэллс (86), Танават Тирапонгпайбун (77), Чжан Аньда (74), Стив Дэвис (64), Цао Синьлун (114)
10 апреля в «Ponds Forge» начались матчи второго квалификационного раунда к чемпионату мира. Он проходил в том же формате, что и предыдущий, и, таким образом, в этот день 11 снукеристов пробились в третий круг квалификации. 42-летний англичанин Род Лоулер, который дошел до полуфинала рейтингового German Masters в этом сезоне, был разгромлен Кайреном Уилсоном со счетом 3:10. Помимо сотенной серии в 114 очков на счету Уилсона были подходы в 92 и 79 очков. Не менее уверенную победу, 10:2, одержал 43-летний шотландский снукерист Алан Макманус над Полом Дэвисоном. Альфи Бёрден, который только однажды, в 1998 году, дошел до основной стадии мирового первенства, выбил из турнира 43-летнего Барри Пинчеса со счетом 10:4 и брейками в 101, 50, 55, 87 и 85 очков. Адитъя Мехта из Индии переиграл любителя Кристофера Кигана со счетом 10:4 и высшей серией в 81 очко. Мартин О’Доннелл, который показал отличную игру в первом матче и сделал серию в 139 очков, был побежден 33-м сеяным турнира Эндрю Хиггинсоном со счетом 10:5, а 53-й сеянный чемпионата Джимми Робертсон победил Лиама Хайфилда со счетом 10:7 и брейками в 94, 80, 73 и 105 очков. Курт Мэфлин, представитель Норвегии, со счетом 10:7 обыграл валлийца Дэниела Уэллса. В шестнадцатой партии Мэфлин шел на максимальную серию, которую оформлял уже два раза в своей карьере, и забил все 15 красных шаров через чёрный, но ошибся при игре розового шара и остановился на 134 очках. С наивысшим брейком в 78 очков 44-й сеянный Энтони Мак-Гилл из Шотландии победил тайца Танавата Тирапонгпайбуна — 10:7. Уже после полуночи завершились ещё три матча. Дечават Пумджаенг из Таиланда переиграл китайского игрока Чжана Аньду со счетом 10:8 и наивысшим брейком в 91 очко и вышел в третий круг на Крейга Стедмана, который с таким же счетом победил одного из величайших снукеристов в истории 56-летнего Стива Дэвиса. Стедман закончил первую сессию со счетом 6:3 в свою пользу и наивысшим брейком в 122 очка, а в вечерней сессии сумел увеличить своё преимущество до счета 9:5. Дэвис отыграл три очка, оформив серию в 98 очков в пятнадцатой партии, но 46-минутный восемнадцатый фрейм матча остался за Крейгом. Таким образом, Стив Дэвис, который находился в мэйн-туре с 1978 года, потерял своё место среди профессионалов, не попав в топ-64 денежного рейтинга по итогам сезона. Самый возрастной игрок мэйн-тура не выиграл ни одного поединка в основных стадиях рейтинговых турниров в сезоне 2013/2014.
Последней игрой, которая завершилась в этот день, стал поединок между 44-летним Питером Лайнсом, который также находился под угрозой вылета из мэйн-тура, и 114-м сеянным Цао Синьлуном из Китая. Англичанин проигрывал со счетом 2:5, но сократил отставание до одной партии до конца первой сессии, а в начале второй выиграл ещё три фрейма и повел со счетом 7:5. Синьлун продемонстрировал отличную игру в трех следующих партиях, выиграв их с подходами в 50, 117 и 57 очков, а позже приблизился к победе при счете 9:8. Питер перевел игру в решающий фрейм, в котором уступал в счете 2:39, но совершил небольшой камбэк, выйдя победителем в партии и в матче после забитого последнего чёрного шара.
В дневной сессии третьего игрового дня квалификации были проведены первые сессии ещё десяти матчей. Джейми Коуп выиграл восемь стартовых фреймов поединке против Джона Эстли, а длинная девятая партия осталась за его соперником. Алекс Борг с Мальты при счете 3:2 в матче против 35-го сеянного турнира шотландца Маркуса Кэмпбелла выиграл четыре последних фрейма сессии, сделав сенчури в 110 очков, и установил на табло счет 7:2 в свою пользу. Робби Уильямс повел 5:0 в поединке против китайского снукериста Лю Чуана, но к концу сессии азиат сумел сократить отставание до 3:6. Другой китаец Тянь Пэнфэй хорошо начал встречу с представителем Финляндии Робином Халлом, выйдя вперед со счетом 4:1, но его 39-летний противник совершил камбэк и оставил за собой четыре заключительные партии сессии с брейками в 64 и 58 очков. В матче Джоэля Уолкера и Джейми Джонса из Уэльса при счете 2:2 англичанин выиграл четыре фрейма подряд с подходами в 80 и 55 очков и закончил сессию со счетом 6:3 в свою пользу. Люка Бресель из Бельгии также провел отличный отрезок матча против китайского игрока Юя Дэлу. При счете 1:2 он выиграл пять партий подряд с сериями в 55, 75, 69 и 63 очка и, проиграв последний фрейм, закончил сессию со счетом 6:3.

#### Четвёртый день (11 апреля)
Выбыли: Джон Эстли (98), Маркус Кэмпбелл (35), Лю Чуан (51), Тянь Пэнфэй (52), Джеймс Кэхилл (113), Джоэль Уолкер (82), Юй Дэлу (48), Рори Маклауд (47), Чэнь Чжэ (79), Мичел Трэвис, Винни Калабрезе (106), Ли Хан (93), Дейв Харальд (57), Джек Лисовски (39), Джимми Уайт (61), Рис Кларк, Скотт Дональдсон (65), Александр Урзенбахер (118), Джерард Грин (60), Росс Мьюр (101), Энтони Хэмилтон (40)
Во время дневной сессии четвёртого игрового дня квалификации чемпионата мира 10 пар, которые сыграли первые сессии своих матчей 10 апреля, продолжали поединки. Джейми Коуп выполнил сотенный брейк, 103 очка, и быстро довел матч против Джона Эстли до победы со счетом 10:2. 44-летний мальтиец Алекс Борг также не позволил 41-летнему шотландскому игроку Маркусу Кэмпбеллу начать камбэк и вышел в третий раунд со счетом 10:4. 67-й сеянный Робби Уильямс также вышел в следующий круг чемпионата, несмотря на брейки его соперника, Лю Чуана, в 57, 127 и 65 очков, которые он оформил во второй сессии. 115-й номер посева Робин Халл провел сессию с сериями в 91, 98, 50, 49, 62 и 65 очков и довел до победы поединок против китайца Тяня Пэнфэя со счетом 10:6. 36-й сеянный Том Форд победил Джеймса Кэхилла со счетом 10:6 и серией в 70 очков в заключительной партии. Джейми Джонс из Уэльса, который был в четвертьфинале чемпионата мира 2012 года, проигрывал 82-му сеянному Джоэлю Уолкеру после первой сессии со счетом 3:6. В начале второй половины поединка английский игрок увеличил свой отрыв до счета 9:4, но валлиец совершил героический камбэк и с брейками в 101, 70 и 60 очков выиграл шесть фреймов матча подряд, включая решающую партию. Люка Бресель играл не так хорошо, как в предыдущий день, но этого ему хватило, чтобы довести поединок против 48-го сеянного турнира Юя Дэлу до победы со счетом 10:7. Майкл Уэсли, который выигрывал у 47-го сеянного Рори Маклауда 5:4 после первой сессии, взял 3 стартовых фрейма с брейками в 54, 65 и 66 очков, а позже довел матч до победы со счетом 10:6 и серией в 60 очков в пятнадцатой партии. 37-й сеянный турнира Марк Джойс также выиграл путевку в третий квалификационный раунд, переиграв китайского снукериста Чэня Чжэ со счетом 10:8. Ещё один игрок из Китая Ли Хан в матче против индийца Панкаджа Адвани выиграл первую сессию со счетом 6:3, а в начале второй половины встречи приблизился к победе, сделав счет 8:5 с сериями в 61 и 85 очков. Его соперник сумел начать доминирование около стола и, выиграв пять из шести последних фреймов с серией в 67 очков, вышел в третий круг квалификации.
В утренней и вечерней сессии 11 апреля состоялись 11 последних поединков второго квалификационного раунда. 38-й сеянный турнира Мартин Гоулд разгромил любителя Мичелло Тревиса со счетом 10:1 и сериями в 67, 98, 106, 69, 113, 132 и 81 очко. 38-летний шотландский снукерист Джейми Бернетт уверенно обыграл 106-го сеянного австралийца Винни Калабрезе со счетом 10:4. Один из ветеранов мэйн-тура Дэйв Харальд, который дошел до 1/4 финала чемпионата мира 1996 года, не сумел навязать борьбу 84-му сеянному китайцу Ли Яню, проиграв со счетом 3:10. 96-й номер посева Стюарт Каррингтон совершил сенсацию, победив Джека Лисовского со счетом 10:7, хотя и проиграл четыре стартовые фрейма матча. Второй возрастной игрок мэйн-тура 52-летний Джимми Уайт, который шесть раз был в финале мирового первенства, встречался со своим соотечественником Ианом Бернсом. Несмотря на неплохую игру и выход в 1/8 финала открытого чемпионата Китая за неделю до квалификации, Уайт потерял форму и уступил сопернику, который оформил брейки в 131 и 121 очко и выиграл восемь из девяти последних партий, со счетом 4:10. Любитель Рис Кларк из Шотландии, который разгромил Майка Данна в первом матче, проиграл Мэттью Селту со счетом 6:10, а его соотечественник Скотт Дональдсон со счетом 5:10 уступил 50-му номеру посева китайскому игроку Цао Юйпэну. Единственный профессионал из Швейцарии Александр Урзенбахер, посеянный на чемпионате под 118-м номером, проиграл тайцу Тепчайе Ун-Нуху, который в конце сезона вошел в топ-64 мирового рейтинга. Игор Фигэйредо, не принимавший участия ни в одном турнире в сезоне, встречался с пятикратным участником крупнейшего снукерного первенства 40-летним представителем Северной Ирландии Джерардом Грином, который в сезоне 2013/2014 впервые играл в финале рейтингового турнира. Грин выиграл три первых фрейма матча, но бразилец сократил отставание до счета 3:4, исполнив две хорошие серии в 111 и 93 очка. 60-й сеянный турнира оформил 68 очков в следующем фрейме, но проиграл девятый фрейм, закончив первую сессию со счетом 5:4. Джерард оставил за собой десятую партию, но после этого Фигэйредо выиграл 5 фреймов подряд, делая хорошие подходы в 40, 47, 41 и 40 очков, и сделал счет 9:6 в свою пользу. В начале шестнадцатой партии Игор приблизился к победе, оформив серию в 56 очков, но его соперник сумел отыграть отставание и выцарапать очко с подходами в 36 и 31 очко, после чего выиграл ещё один фрейм с серией в 47 очков. Но при счете 9:8 бразильский снукерист сумел взять себя в руки и довести поединок до победы со счетом 10:8 и во второй раз в своей карьере выйти в 1/32 финала на чемпионате мира. Финалист мирового чемпионата 1995 года 48-летний Найджел Бонд переиграл 101-го сеянного шотландца Росса Мьюра, выиграв 5 заключительных фрейма, со счетом 10:5 и сериями в 74, 83, 59 и 50 очков. 44-летний Джо Свэйл, двукратный полуфиналист чемпионата мира, встречался с 42-летним Энтони Хэмилтоном, четырёхкратным четвертьфиналистом турнира. Хэмилтон быстро вошел в игру и с сериями в 41, 74, 61 и повторно с 61 очком повел в счете 3:1. Снукерист из Северной Ирландии оставил за собой четыре следующих фрейма с брейками в 73, 64 и 64 очка, после чего англичанин выиграл девятую партию и сократил отставание до счета 4:5 в конце первой части поединка. В начале второй сессии Энтони выиграл длинный стартовый фрейм и следующую партию с серией в 68 очков и вышел вперед. Свэйл ответил брейками в 54 и 64 очка в двух следующих фреймах и снова повел в счете 7:6. Хэмилтон сумел сравнять счет, но Джо Свэйл победил в трех последних партиях с сериями в 55 и 73 очка и вышел в третий круг квалификации со счетом 10:7.

#### Пятый день (12 апреля)
Выбыли: Люка Бресель (71), Курт Мэфлин (41), Альфред Бёрден (46), Адитъя Мехта (59), Алекс Борг (117), Крейг Стедман (80), Энтони Мак-Гилл (44), Питер Лайнс (55)
Второй исполнитель высочайшего брейке квалификации Эндрю Хиггинсон
В пятый игровой день квалификации было сыграно восемь из шестнадцати матчей третьего раунда в течение двух сессий. 36-й сеянный турнира Том Форд встречался с 19-летним бельгийцем Люкой Бреселем. Форд сделал две полусотенные серии в первых шести партиях, 68 и 85 очков, но его соперник много ошибался и позволил Тому повести в счете 6:0, после чего выиграл седьмой фрейм и размочил счет. Форд сделал сенчури, 101 очко, в восьмом фрейме, а позже взял девятую партию и закончил первую половину матча с преобладающим лидерством 8:1. Люка не сумел найти свою игру и во второй сессии и, набрав лишь 7 очков в двух следующих фреймах, вылетел из турнира со счетом 1:10. 33-сеянный турнира Эндрю Хиггинсон играл с представителем Норвегии Куртом Мэфлином. 36-летний англичанин выиграл стартовый фрейм с победной серией в 65 очков, после чего Курт взял две длинные следующие партии и вышел вперед. Хиггинсон оставил за собой следующий фрейм с брейками в 42 и 91 очко, на что норвежец ответил подходами в 62 и 60 очков в пятой партии. После этого британский снукерист выиграл четыре заключительных фрейма первой сессии с серией в 46 очков и сделал счет 6:3 в свою пользу. В начале второй части поединка Хиггинсон выиграл два стартовых фрейма с сериями в 87 и 60 очков, позволив сопернику набрать лишь 19 очков, и увеличил свой отрыв до пяти фреймов. На старте двенадцатого фрейма Мэфлин оформил серию в 48 очков, но отдал позицию сопернику, который сумел набрать 68 очков за подход, а позже довести фрейм до победы на цветных шарах. С брейком в 90 очков в следующей партии Хиггинсон установил разгромную победу над Мэфлином со счетом 10:3 и вышел в последний квалификационный раунд. Англичанин Альфред Бёрден встречался с 89-м сеяным турнира 22-летним соотечественником Кайреном Уилсоном. Молодой игрок доминировал в начале игры, выиграв три первые фреймы с сериями в 84 и 56 очков. С брейком в 75 очков Бёрден оставил за собой четвертую партию, после чего его соперник взял верх ещё в четырёх фреймах с высшей серией в 57 очков и сделал счет 7:1. Альфи оформил брейк в 73 очка в девятой партии, а позже выиграл стартовый фрейм второй сессии на цветных шарах и сократил отставание до счета 3:7. Кайрен продемонстрировал отличную игру в трех последних фреймах и с сериями в 90, 66, 62 и 62 очка довел поединок до победы при счете 10:3 (заключительный клиренс Уилсона). 45-й сеянный Джейми Джонс играл против индийского снукериста Адитъи Мехты и выполнил сенчури, 108 очков, в первом фрейме. В следующих партиях шла жесткая борьба, а при счете 2:2 валлиец выиграл пятый фрейм с подходами в 68 и 40 очков. В начале шестой партии Мехта сделал серию в 49 очков, на которую Джейми ответил подходом в 40 очков, но позже индийский игрок довел фрейм до победы на цветных и сравнял счет в матче — 3:3. Адитъя сделал брейк в 42 очка в начале седьмой партии и повел со счетом 48:1, но Джонс показал отличную оборонительную игру и, заработав 32 штрафных очка, оставил за собой фрейм, после чего выиграл ещё две партии с сериями в 50 и 44 очка, закончив первую сессию со счетом 6:3 в свою пользу. Джейми Джонс выиграл и десятый фрейм матча, но его соперник был сильнее в двух следующих партиях с брейками в 48, 45 и 43 очка. Снукерист из Уэльса взял следующий фрейм с брейком в 65 очков и сделал счет 8:5. Индиец выполнил серию в 42 очка в начале четырнадцатой партии, а позже повел в счете 47:1, но его противник сумел выровнять положение и выиграть ещё один фрейм с победной серией в 32 очка, после чего совершил подход в 31 очко в пятнадцатом фрейме при счете 28:47 и оформил победу в матче со счетом 10:5.
117-й сеянный чемпионата Алекс Борг с Мальты встречался в третьем раунде квалификации с Джейми Коупом, который два раза в своей карьере доходил до 1/8 финала в Крусибле. 44-летний мальтиец победил в стартовом фрейме, набрав 28 штрафных очков, после чего игроки обменялись следующими партиями, а Джейми Коуп оставил за собой четвёртый и пятый фреймы с брейками в 75 и 56 очков и вышел вперед со счетом 3:2. Борг сравнял счет, а в седьмой партии совершил серию в 70 очков, а позже англичанин выиграл следующий фрейм с брейком в 70 очков и сделал счет 4:4. В заключительной партии первой части матча Алекс сделал брейк в 45 очков и повел в счете 53:0, но его соперник, благодаря нескольким подходам, выиграл фрейм на последнем чёрном шаре и вернул себе лидерство. Мальтийский снукерист выиграл десятый фрейм с серией в 49 очков, после чего Коуп оставил за собой два следующих фрейма, оформив серию в 90 очков в двенадцатой партии, и сделал счет 7:5 в свою пользу. После тяжелых тринадцатого и четырнадцатого фреймов Борг снова сравнял счет в матче и начал следующий фрейм брейком в 38 очков. После этого Джейми Коуп совершил отличную концовку матча, позволив оппоненту набрать только 11 очков, и выиграл три заключительных фрейма с победным брейком в 97 очков в семнадцатой партии, выйдя в заключительный квалификационный раунд чемпионата мира. 80-й сеянный Крейг Стедман, выбивший из турнира Стива Дэвиса, встречался с Дечаватом Пумчжаенгом из Таиланда, который был в 1/8 финала чемпионата мира в 2013 году. Англичанин выиграл два стартовых фрейма с высшей серией в 59 очков, после чего таец выиграл третий фрейм с подходами в 31 и 39 очков. Стедман начал четвёртый фрейм с подхода в 45 очков, но тайский снукерист сделал отличную серию в 88 очков и сравнял счет в матче, а также взял верх в пятом фрейме с брейком в 43 очка. Крейг сделал счет 3:3 с серией в 58 очков в шестой партии, а в седьмой Пумчжаенг набрал 40 очков на старте, а позже довел фрейм до победы с победным полусотенным брейком в 52 очка. В конце первой сессии игроки обменялись фреймами, и счет стал 5:4 в пользу Дечавата. Игрок из Таиланда доминировал в стартовой партии второй половины поединка, а также вел в счете в одиннадцатом фрейме, но Крейг Стедман сумел сделать счет 5:6, победив в партии с победным брейком в 35 очков. Пумчжаенг выиграл ещё две партии с наивысшим брейком в 77 очков и увеличил свой отрыв до трех очков, после чего 31-летний британский игрок доминировал в четырнадцатом фрейме и сделал счет 6:8. После этого Дечават более уверенно играл в двух следующих партиях и, выиграв их, довел поединок до победы со счетом 10:8.
Соперником Джимми Робертсона, который играл в Крусибле в 2011 году, был шотландец Энтони Мак-Гилл, который в сезоне 2013/2014 дошел до четвертьфинала открытого чемпионата Индии. При счете 8:16 в стартовой партии Робертсон оформил серию в 56 очков, на что его соперник ответил клиренсом в 51 очко и открыл счет в матче. После этого англичанин сумел взять верх в двух следующих партиях, набрав в третьем фрейме 21 штрафное очко, а Мак-Гилл выиграл четвёртый фрейм на последнем розовом шаре и сделал счет 2:2. Джимми доминировал в пятом фрейме, но шотландский снукерист отлично провел три следующих фрейма и сделал счет 5:3 в свою пользу с сериями в 61, 92 и 78 очков. Мак-Гилл продолжил серийный снукер, оформив 65 очков на старте девятого фрейма, но противник сумел отыграться и, сократив отставание до одного очка до конца первой половины матча, оставить за собой партию, благодаря двум результативным подходам к столу. Робертсон начал вторую сессию с брейка в 52 очка, на который его оппонент ответил серией в 51 очко, после чего довел партию до победы. За снукеристом из Англии остался следующий фрейм, благодаря двум полусотенным сериям — 67 и 61. Мак-Гилл выиграл двенадцатую партию с победным брейком в 41 очко, после чего Джимми победил в двух следующих фреймах с сериями в 62 и 49 очков и сравнял счет в матче — 7:7. Мак-Гилл снова сумел выйти вперед, исполнив брейк в 82 очка, но Робертсон доминировал в шестнадцатом фрейме, и счет стал 8:8. Шотландец вышел вперед и приблизился к выходу в третий раунд на расстояние в одну партию, оформив серию в 60 очков, но Джимми Робертсон доминировал в восемнадцатом фрейме, сравняв счет, а в решающей партии победил с подходами в 39 и 64 очка. В очередном матче возрастных снукеристов 44-летний Питер Лайнс, который принимал участие в чемпионате мира 1998 года, встречался с 43-летним шотландцем Аланом Макманусом, полуфиналистом мировых первенств 1992 и 1993 годов. Лайнс доминировал в стартовом фрейме и открыл счет в поединке, после чего Макманус выиграл две следующие партии с высшим брейком в 77 очков. При счете 24:42 в четвёртом фрейме Питер выигрывал в тактической борьбе, набрав 31 штрафное очко, но этого не хватило, чтобы помешать шотландцу выполнить победную серию в 33 очка и выиграть партию со счетом 75:74. Английский снукерист доминировал в двух следующих фреймах и сравнял счет до 3:3. Макманус оставил за собой седьмую партию, несмотря на серию его соперника в 46 очков, но два заключительных фрейма достались Лайнсу, который вышел вперед со счетом 5:4. Англичанин начал вторую половину матча с серии в 46 очков, после чего довел очередной фрейм до победы, а также доминировал в следующем фрейме, сделав счет 7:4 в свою пользу. После этого Алан Макманус сумел начать камбэк, выиграв три следующие фрейма в позиционной борьбе, сравнял счет в матче. Шотландец вышел вперед с подходами в 31 и 25 очков в следующей партии, а в шестнадцатом фрейме выполнил полусотенную серию, 59 очков, и сделал счет 9:7, таким образом выиграв 5 партий подряд. Питер Лайнс уверенно играл в следующем фрейме, а также начал брейк в восемнадцатом, но ошибся, набрав 21 очко. Алан совершил победную серию в 69 очков и вышел в четвёртый квалификационный раунд чемпионата на двукратного чемпиона мира Марка Уильямса.

#### Шестой день (13 апреля)
Выбыли: Игор Фигэйредо, Тепчайя Ун-Нух (62), Иан Бернс (66), Найджел Бонд (56), Цао Юйпэн (50), Марк Джойс (37), Панкадж Адвани (63), Джо Свэйл (100)
13 апреля были разыграны остальные восемь путевок в заключительный раунд квалификации к мировому чемпионату. Мартин Гоулд, который разгромил Мичелло Тревиса в предыдущем раунде, играл с Игором Фигэйредо, который никогда не проходил дальше 1/32 финала рейтинговых турниров. Гоулд сильно начал поединок с брейков в 134 и 94 очка, после чего доминировал в третьем фрейме и выиграл четвёртый фрейм на последнем чёрном шаре. После перерыва он продолжал давить бразильского игрока, выиграв ещё четыре фрейма с серией в 43 очка, и сделал счет 8:0. Фигэйредо сумел не уйти на перерыв между сессиями, набрав хотя бы одно очко, и взял верх в девятом фрейме с победной серией в 33 очка. Во второй сессии Мартин позволил противнику набрать только 12 очков, с наивысшим брейком в 38 очков выиграл две последние партии и закончил второй поединок подряд со счетом 10:1. Мэттью Селт, который дебютировал в Крусибле в 2013 году, играл против тайского игрока Тепчайя Ун-Нуха. Селт победил в первом фрейме с сериями в 61 и 31 очко, после чего Ун-Нух сравнял счет с брейками в 41 и 66 очков. Британец сделал сенчури, 104 очка, в следующей партии, но Тепчайя выиграл четвёртый фрейм на цветных шарах. Мэттью снова вышел вперед, взяв верх в двух следующих фреймах с брейками в 96 и 45 очков, после чего попытки снукериста из Таиланда выцарапать седьмую партию не увенчались успехом, и счет стал 5:2. Селт выиграл следующий фрейм с серией в 65 очков, после чего оформил победу на цветных шарах в заключительной партии первой сессии и сделал счет 7:2. После брейка в 32 очка в десятом фрейме англичанин повел со счетом 48:24, позже доведя партию до победы, а одиннадцатая партия тоже досталось Селту благодаря нескольким результативным подходам к столу. При счете 9:2 Мэттью начал двенадцатый фрейм с полусотенной серии, 56 очков, после чего Тепчайя сделал попытку ответить обратным брейком, но остановился на 44 очках, а подход в 20 очков принес британскому игроку победу со счетом 10:2 и место в последнем квалификационном круге. Робин Халл из Финляндии, который последний раз играл на чемпионате мира в 2002 году, встречался с Ианом Бернсом, победившим Джимми Уайта во втором матче квалификации. Иан уверенно вошел в игру, поведя 2:0 с наивысшим брейком в 50 очков, после чего выполнил серию в 132 очка в третьей партии. 39-летний Робин Халл сумел сравнять счет в матче, также выиграв три фрейма подряд с наивысшим брейком в 30 очков. Представитель Финляндии начал седьмую партию из серии в 38 очков, а позже довел фрейм до победы на цветных шарах и вышел вперед со счетом 4:3. Бернс выиграл следующую партию с быстрой серией в 80 очков, но при счете 26:58 в девятом фрейме Робин совершил клиренс в 35 очков и сделал счет 5:4 в свою пользу после первой половины поединка. Халл взял стартовую партию на цветных шарах, а в одиннадцатом фрейме сумел отыграться после счёта 8:58 с брейком в 58 очков, сделав счет 7:4. После этого он продемонстрировал свою серийность в трех следующих фреймах и с сериями в 133, 86 и 92 довел матч до победы со счетом 10:4. 96-й сеянный турнира Стюарт Каррингтон играл против финалиста чемпионата мира 1995 года Найджела Бонда. Каррингтон открыл счет в матче с брейком в 70 очков, после чего Бонд сравнял счет. Стюарт оставил за собой три следующих фрейма с высшими сериями в 98 и 68 очков, поведя 4:1. После этого игроки взяли по фрейму, а Найджел взял два последних фрейма сессии с подходами в 37 и 38 очков и сократил отставание до счета 4:5. 23-летний Каррингтон выиграл десятую партию с победным брейком в 46 очков, а Найджел Бонд победил в одиннадцатом фрейме с серией в 42 очка. При счете 6:5 в свою пользу Стюарт отлично провел четыре партии подряд и с подходами в 42, 113, 92 и 43 очка закончил поединок с результатом 10:5 в свою пользу, впервые в своей карьере выйдя в заключительный этап квалификации к чемпионату мира.
38-летний шотландец Джейми Бернетт встречался с китайским снукеристом Цао Юйпэном. Бернетт взял первый фрейм с подходами в 44 и 25 очков, а его соперник выиграл два следующих фрейма с серией в 42 очка. Джейми сравнял счет, благодаря победному брейку в 47 очков в четвёртом фрейме, после чего китаец победил в пятой партии на цветных шарах и в шестой — с серией в 45 очков. Шотландский игрок снова сумел сравнять счет с помощью брейков в 49 и 57 очков в седьмом и восьмом фреймах, а также выиграл последний фрейм первой сессии с серией в 42 очка и вышел вперед со счетом 5:4. Цао Юйпэн начал десятую партию с подхода в 44 очка, на что его оппонент ответил серией в 45 очков, а при счете 44:45 китайский игрок выполнил победный брейк в 33 очка и сделал счет 5:5. Уступая 5:47 в одиннадцатом фрейме Бернетт сумел заработать очко на последнем шаре и снова вышел вперед, а также доминировал в трех следующих партиях с серией в 48 очков, позволив сопернику набрать лишь 22 очка, и счет в матче стал 9:5 в пользу британца. Юйпэн победил в двух следующих фреймах с брейками в 56 и 91 очко, после чего выиграл и семнадцатую партию с двумя подходами в 41 очко и сократил отставание до одного очка. Он начал атаку в восемнадцатой партии с надеждой сравнять счет и вывести поединок в решающий фрейм, но остановился на 22 очках, после чего Джейми Бернетт сделал подход в 11 очков и победную серию в 68 очков и вышел в четвёртый квалификационный раунд со счетом 10:8. соперником Марка Джойса, который дошел до четвертьфинальной стадии на турнире World Open 2014, стал 75-й сеянный чемпионата 24-летний Майкл Уосли. В начале поединка игроки выиграли по фрейму, а третий фрейм Джойс начал с подхода в 42 очка, после чего увеличил своё преимущество, но Уосли ответил серией в 42, сделав счет 56:59, но Марк выиграл борьбу на цветных шарах. Майкл доминировал в двух следующих фреймах, выйдя вперед со счетом 3:2, после чего взял шестую партию с полусотенной серией, 51, и уверенно победил в седьмом фрейме, оторвавшись от оппонента на три очка. Позже Джойс выиграл следующую партию на цветных шарах и сделал счет 3:5, а в девятом фрейме затянулась тактическая дуэль. 37-й номер посева при счете 4:19 получил шанс и начал атаку, оформив брейк в 53 очка, но Уосли сумел заработать 12 штрафных очков и клиренсом в 32 очка закончил партию победой. Вторую сессию Марк начал с взятия фрейма с двумя подходами в 32 очка, а в одиннадцатом фрейме ответил на серию в 43 очка Майкла брейком в 50 очков и довел партию до победы на цветных шарах, сократив отставание до счета 5:6. Уосли оставил за собой двенадцатый фрейм, зачистил все цветные шары при счете 40:55, а его соперник доминировал в тринадцатой партии и снова сократил отставание до одного очка. Майкл совершил подход в 51 очко в начале следующего фрейма, но Джойс ответил серией в 46 очков, а позже вышел вперед со счетом 61:51, но не смог помешать противнику выиграть партию на цветных шарах и сделать счет 8:6. Уосли взял и следующий фрейм с серией в 54 очка, а на старте шестнадцатой партии Марк Джойс сделал брейк в 46 очков и увеличил счет до 58:0, но Майкл сумел выиграть третий подряд фрейм с подходами в 30 и 40 очков, а вместе с ним и матч со счетом 10:6, выйдя в последний раунд квалификации на 17-го сеянного Роберта Милкинса.
Полуфиналист открытого чемпионата Индии 2013 года Робби Уильямс встречался с 63-м номером посева индийском снукеристом Панкаджем Адвани. Уильямс более уверенно начал матч, выиграв стартовую партию, но Адвани сразу сравнял счет с брейком в 78 очков. Третий фрейм англичанин выиграл на цветных шарах, а Панкадж оставил за собой четвёртый с высшей серией в 42 очка. В начала пятой партии Робби набрал 32 очка, а позже оставил за собой фрейм с победным брейком в 51 очко, после чего индиец снова сумел выровнять счет с помощью серии в 73 очка. С полусотенным брейком, 50, британский снукерист в четвёртый раз вышел вперед в матче, но восьмая партия осталась за Панкаджем, который победил на цветных. В начале заключительного фрейма первой половины поединка Робби Уильямс оформил серию в 40 очков, но азиат набрал 42 очка за подход и, забив последние жёлтый, зелёный и розовый, сделал счет 56:40 в свою пользу. После этого 67-й сеянный забил синий шар и заработал 6 штрафных очков из-за ошибки соперника на розовом шаре, но Адвани отправил предпоследний цветной в лузу и впервые в матче вышел вперед со счетом 5:4 перед перерывом. В начале второй части матча Панкадж доминировал в десятой и одиннадцатой партиях и сделал счет 7:4, после чего Уильямс выиграл следующий фрейм с брейком в 62 очка. Англичанин сократил отставание до одной партии, забив последний розовый шар в тринадцатом фрейме, а с серией в 56 очков в следующем сравнял счет. Далее Робби доминировал возле стола, выиграв пятнадцатый фрейм с брейком в 67 очков, шестнадцатый — с подходами в 31 и 42 очка и семнадцатой — с серией в 56 очков, и, таким образом, взял шесть партий подряд, добыв победу в матче со счетом 10:7. Последним поединком, который завершился в шестой игровой день, стала встреча 44-летнего Джо Свэйла из Северной Ирландии и 21-летнего Ли Яня из Китая. Свэйл выиграл стартовый фрейм с серией в 43 и 31 очко, а его соперник сравнял счет, выполнив сенчури в 112. Третью партию Джо выиграл, благодаря нескольким подходам, но Ли доминировал в следующем фрейме, сделав счет 2:2. Снукерист из Северной Ирландии с преимуществом одержал победу в следующей партии, после чего выиграл долгий шестой фрейм, забив все цветные шары. С брейком в 45 очков он довел своё преимущество до счета 5:2, но китаец сократил отставание до двух очков с помощью полусотенной серии — 52. Последний фрейм сессии остался за Свэйлом, который обеспечил себе уверенное лидерство до конца второй половины матча. При счете 3:6 Ли Янь сумел выиграть три длинные партии подряд с наивысшим брейком в 37 очков, и счет в матче стал равным — 6:6. Более опытный игрок сумел взять себя в руки и победил в тринадцатом фрейме на цветных шарах, а также отыгрался после счета 0:35 в следующей партии и снова увеличил своё преимущество до двух очков. Янь оставил за собой пятнадцатый фрейм, после чего выиграл и следующий фрейм с брейком в 50 очков и сделал счет в матче 8:8. Китайский игрок доминировал в семнадцатом фрейме, впервые выйдя вперед в поединке, а, совершив серию в 45 очков в следующей партии, сумел довести её до победы и выиграл четвёртое подряд очко и матч со счетом 10:8.

#### Седьмой день (15 апреля)
Выбыли: Грэм Дотт (18), Джейми Джонс (45), Дечават Пумчжаенг (54), Джимми Робертсон (53), Эндрю Хиггинсон (33), Мэттью Стивенс (20), Марк Кинг (27), Марк Уильямс (19)
15 апреля в спортивном центре «Ponds Forge» начались матчи заключительного квалификационного раунда чемпионата мира по снукере 2014, где непосредственно разыгрывались путевки на мировое первенство. Чемпион мира 2006 года Грэм Дотт из Шотландии встречался с 89-м сеяным турнира Кайреном Уилсоном, который в сезоне 2013/2014 впервые дошел до рейтингового четвертьфинала во время Шанхай Мастерс 2013. Дотт открыл счет в матче с сериями в 57 и 42 очка в стартовом фрейме. 22-летний англичанин сделал брейк в 53 очка в следующей партии, но шотландец ответил подходом в 70 очков и удвоил счет в поединке. Уилсон взял третий фрейм с победной серией в 58 очков, после чего Грэм оставил за собой две последующие партии с полусотенными брейками в 70 и 68 очков и сделал счет 4:1 в свою пользу. В шестом фрейме 18-й номер посева вел в счете 62:47 при розовом и чёрном шарах на столе, но его молодой оппонент сумел заработать 6 штрафных очков, после чего забил последние шары и выиграл партию, а в следующем фрейме исполнил победный брейк в 61 очко и сократил отставание до минимума. Грэм Дотт выиграл восьмую партию с серией в 87 очков, а Кайрен победил в последнем фрейме стартовой сессии с брейком в 64 очка. В десятой партии шотландский снукерист совершил серию в 64 очка, после чего довел фрейм до победы, сделав счет 6:4. Англичанин сравнялся с противником, выиграв одиннадцатый и двенадцатый фреймы с подходами в 45 и 63 очка. Дотт оставил за собой тринадцатую партию, благодаря нескольким результативным подходом, после чего Кайрен Уилсон в концовке поединка выиграл четыре фрейма подряд с брейками в 76, 64, 58 и 81 очко, и не только впервые в матче вышел вперед, но и довел встречу до победы со счетом 10:7, в первый раз в своей карьере попав на крупнейший снукерный турнир. Таким образом, Грэм Дотт впервые с 1999 года не прошел квалификацию к мировому первенству. 23-й сеянный Майкл Холт, который был в 1/8 финала чемпионата мира в 2005 году, играл против валлийца Джейми Джонса, четвертьфиналиста мирового первенства 2012 года. Джейми повел в счете 2:0 с высшим брейком в 43 очка, после чего 35-летний англичанин выиграл пять партий подряд с сериями в 50, 69, 48 и 63 очка. Снукерист из Уэльса победил в восьмом фрейме на последнем розовом шаре, а также взял девятую партию с подходами в 38 и 37 очков и сократил отставание от соперника до одного очка под конец первой сессии. После перерыва Майкл уверенно выиграл ещё две партии с брейками в 56 и 60 очков, а Джонс доминировал в двенадцатом фрейме, выиграв его со счетом 74:10, и сделал счет 5:7. Холт выиграл следующий фрейм с серией в 87 очков, а четырнадцатая партия осталась за валлийском игроком, который исполнил победный брейк в 67 очков. При счете 6:8 Джейми Джонс начал атаку в следующем фрейме, но остановился на 33 очках, после чего Майкл победил в партии с серией в 45 очков, а также совершил подход в 55 очков в шестнадцатом фрейме, поведя в счете 56:0, и позже довел партию и матч до победы со счетом 10:6, в седьмой раз выйдя в основную стадию мирового чемпионата. 44-летний ирландец Кен Доэрти, чемпион мира 1997 года, встречался с тайским игроком Дечаватом Пумчжаенгом, который дошел до 1/8 финала прошлогоднего розыгрыша. На старте поединка Кен повел в счете 2:1 с наилучшим подходом в 32 очка, после чего 36-летний Пумчжаенг выиграл три следующие партии с сериями в 63 и 50 очков и сделал счет 4:2 в свою пользу. После этого 29-й номер посева доминировал возле стола до конца первой части матча, выиграв три фрейма подряд с брейками в 53, 52 и 58 очков и выйдя вперед со счетом 5:4. В десятой партии снукерист из Таиланда повел в счете 40:9, но Доэрти сумел повести атаку и выиграть фрейм с серией в 51 очко, после чего не позволил противнику набрать ни одного очка в трех следующих фреймах. Таким образом, ирландский игрок выиграл одиннадцатую, двенадцатую и тринадцатую партии с брейками в 100, 97 и 78, взяв шесть фреймов подряд и выйдя вперед со счетом 9:4. Дечават сумел повести брейк в 71 очко в следующем фрейме, выиграв его, но пятнадцатая партия досталась Кену Доэрти, который выиграл её, забив последние синий и розовый шары, и попал в Крусибл в 19-й раз в своей карьере.
33-летний Дэвид Гилберт, который дошел до второго раунда в Крусибле в 2012 году, встречался со своим соотечественником Джимми Робертсоном, который единственный раз выступал на чемпионате мира в 2011 году. После счета 0:49 в первой партии 31-й сеянный турнира Гилберт сумел совершить серию в 60 очков и оставить за собой фрейм, после чего выиграл ещё два очка с брейками в 59 и 64 очка, сделав счет 3:0 в свою пользу. Робертсон взял верх в четвёртой партии, после чего Дэвид оставил за собой ещё два фрейма с сериями в 48 и 62 очка и увеличил свой отрыв до счета 5:1. 28-летний Джимми Робертсон, который никогда не проходил дальше 1/16 финала на рейтинговых соревнованиях, сумел выиграть две следующие партии с брейками в 50 и 83 очка, после чего Гилберту достался заключительный фрейм первой половины матча, и счет стал 6:3. Робертсон выиграл десятую партию с серией в 97 очков, на что его соперник ответил брейком в 82 очка в следующем фрейме, вернув себе преимущество в три партии. Дэвид Гилберт приближался к победе в следующем фрейме, но при счете 6:60 Джимми оформил отличный клиренс в 55 очков и выиграл партию, после чего взял ещё один фрейм и сделал счет 6:7. Гилберт выиграл четырнадцатую партию с серией в 65 очков, после чего одержал победу в долгой тактической борьбе в следующем фрейме, сделав счет 9:6 в свою пользу, а при счете 55:31 в шестнадцатой партии завершил матч победным подходом в 28 очков и в третий раз в своей карьере попал в Крусибл. Соперником 42-летнего Доминика Дэйла из Уэльса (24-й сеянный), который в 2000 году вышел в четвертьфинал чемпионата мира и победил Shoot-out 2014, был 33-сеянный турнира Эндрю Хиггинсон (36 лет), который выиграл единственный матч в Крусибле в 2012 году. Англичанин быстро вошел в игру, уверенно взяв первый фрейм с серией в 57 очков и повторив наивысший брейк квалификации, 139 очков, во второй партии. Дейл сравнял счет и вышел вперед со счетом 3:2, оформив серии в 83, 53 и 78 очков, после чего Хиггинсон оставил за собой шестой фрейм с подходом в 74 очка. Доминик Дейл начал седьмой фрейм из серии в 42 очка, но Эндрю сумел взять партию на цветных шарах, выйдя вперед в поединке, но уэльский снукерист оставил за собой две последние сессии партии с брейками в 70 и 55 очков и закончил первую половину матча со счетом 5:4 в свою пользу. Доминик победил в десятом и одиннадцатом фреймах с брейками в 42 и 40 очков, а Эндрю Хиггинсон выиграл двенадцатую партию, сократив отставание до счета 5:7. После этого валлиец взял верх в следующем фрейме на последнем розовом шаре, а также доминировал в четырнадцатой партии, сделав счет 9:5. Хиггинсон был сильнее в пятнадцатом фрейме, победив в нём с помощью брейка в 76 очков, но Доминик Дэйл выиграл шестнадцатую партию на цветных шарах и, одержав победу в матче со счетом 10:6, в девятый раз в карьере попал в основную стадию крупнейшего мирового соревнования. Двукратный финалист чемпионата мира 20-й сеянный Мэттью Стивенс (бывший четвёртый номер мирового рейтинга, 36 лет) боролся за место в 1/16 финала турнира с англичанином Томом Фордом (30 лет), который провел в Крусибле только один матч в 2010 году. Стивенс выиграл две первые партии, сделав серию в 77 очков в стартовом фрейме, после чего его соперник взял третью партию с брейком в 85 очков, четвертую — с победной серией в 41 очко, а также победил в пятом фрейме на последнем чёрном шаре. При счете 5:54 в шестой партии Мэттью совершил брейк в 57 очков и сравнял счет в матче, после чего Форд доминировал в следующем фрейме и сделал счет 4:3 в свою пользу. В восьмой партии Том Форд сумел отыграться после счета 23:56 и удвоил своё преимущество, а, выполнив сенчури, 111 очков, в девятом фрейме довел своё лидерство до трех очков — 6:3. Стивенс выиграл стартовую партию во второй сессии, после чего 36-й номер посева одержал победу ещё в двух фреймах с наилучшим подходом в 41 очко, оторвавшись от соперника на четыре очка. Валлиец сделал полусотенную серию в 53 очка в начале тринадцатого фрейма, а позже довел его до победы, а в четырнадцатом — совершил клиренс в 64 очка после отставания в счете 0:56. Том Форд взял верх в следующей партии, сделав счет 9:6, а Стивенс выиграл ещё две партии с серией в 46 очков, сократив отставание до одного очка. Оба игрока имели шансы повести в серии в восемнадцатом фрейме, и при счете 31:30 английский снукерист оформил победный подход в 44 очка и закончил матч со счетом 10:8, во второй раз в своей карьере попав в Крусибл.
40-летний Марк Кинг, который, который семь раз проигрывал во втором раунде и никогда не проходил дальше 1/8 финала на мировых чемпионатах, встречался с 28-летним Джейми Коупом (49-й сеянный), участником второго раунда на первенствах мира 2009 и 2011 года. Коуп сделал брейк в 77 очков в стартовом фрейме, после чего удвоил счет, выиграв вторую партию. Кинг размочил счет, выиграв третий фрейм с серией в 47 и 46 очков, после чего сумел отыграться после счета 15:59 в четвёртой партии с помощью брейке в 57 очков. Кинг совершил подход в 54 очка в пятой партии, на что Джейми ответил первым сенчури в матче, 125 баллов, и сравнял счет. Коуп снова вышел вперед в поединке, но ненадолго, потому что Марк оставил за собой два заключительных фрейма с наивысшим брейком в 43 очка. При счете 5:4 на старте второй сессии матча Кинг одержал победу в десятой партии, удвоив своё преимущество, но Коуп оставил за собой одиннадцатый фрейм с серией в 58 очков, после чего сравнял счет в матче в результате доминирования в двенадцатой партии. С победным брейком в 65 очков Джейми сделал счет 7:6 в свою пользу, но 27-й сеянный турнира ответил серией в 66 очков в следующем фрейме и сравнялся с оппонентом. После этого Марк Кинг ослабил натиск и сумел набрать лишь 39 очков в трех следующих партиях в то время, как его соперник довёл поединок до победы со счетом 10:7 с брейком в 40 очков в шестнадцатой партии и в пятый раз вышел в основную стадию чемпионата мира. Последним матчем, который завершился в рамках седьмого игрового дня квалификации, стала битва между 39-летним Марком Уильямсом, двукратным чемпионом мира, 19-м сеяным, и 43-летним Аланом Макманусом, двукратным полуфиналистом чемпионата мира. Макманус открыл счет, после чего оформил серию в 59 очков во второй партии и довел её до победы, удвоив своё преимущество. Третий фрейм остался за Уильямсом, который сделал брейк в 44 очка, а при счете 25:41 в четвёртой партии шотландец исполнил клиренс в 25 очков и сделал счет 3:1 в свою пользу. Он также шел впереди со счетом 49:0 в пятом фрейме, но Марк сумел выиграть партию на последнем розовом шаре, после чего оформил брейк в 96 очков в шестом фрейме. За валлийском снукеристом осталась и седьмая партия, но Макманус продемонстрировал превосходную концовку первой сессии, выиграв восьмой и девятый фреймы с сериями в 130 и 96 очков и закончив первую часть со счетом 5:4. Снукеристы выиграли по партии в начале второй сессии, после чего Марк Уильямс сумел отыграться после счета 6:62 в двенадцатом фрейме, зачистил в конце партии все цветные шары. После этого валлиец, который не проходил дальше 1/8 финала на рейтинговых турнирах в сезоне 2013/2014, доминировал в тринадцатом фрейме и вышел вперед в матче со счетом 7:6, а Алан, в свою очередь, выиграл четырнадцатый фрейм с несколькими результативными подходами. Уильямс снова вышел вперед, победив в пятнадцатой партии с серией в 43 очка, а его соперник оставил за собой следующий фрейм, выиграв его на последнем розовом шаре. При счете 8:8 шотландский игрок доминировал в двух следующих партиях и победил в матче со счетом 10:8 и серией в 40 очков в последнем фрейме, выйдя в основную стадию чемпионата мира в восемнадцатый раз. В свою очередь Марк Уильямс, который выиграл все турниры тройной короны в сезоне 2002/2003, впервые с 1996 года не попал в Крусибл.

#### Восьмой день (16 апреля)
В последний игровой день квалификации, за три дня до начала матчей 1/16 финала крупнейшего снукерного первенства в сезоне 2013/2014, разыгрывалось восемь остальных путевок в Крусибл. Первым поединком, который завершился 16 апреля, стала встреча двух китайских снукеристов: Сяо Годуна, который был в финале Шанхай Мастерс 2013 и проводил свой лучший сезон в карьере, и Ли Яня. 26-й номер посева выиграл две первые партии с брейками в 68 и 71 очко, после чего взял верх в третьем фрейме на последнем коричневом шаре. После этого он доминировал в четвёртой партии с серией в 40 очков, а при счете 29:61 в пятом фрейме сделал клиренс в 39 очков и увеличил свой отрыв до счета 5:0. Сяо продолжал доминировать возле стола, выиграв шестую партию с брейком в 85 очков и седьмой фрейм — с подходами в 36 и 41 очко, и сделал счет 7:0 в свою пользу. В восьмой партии Ли выполнил полусотенный брейк, 51 очко, и вел со счетом 60:0, после чего его оппонент сделал попытку отыграться и ошибся, набрав 48 очков, когда на столе оставалось два последних шара. Ли Янь забил розовый шар и размочил счет в конце первой части матча — 1:7. Несмотря на это, после перерыва 21-летний китайский игрок сумел набрать только 41 очко. Сяо Годун выиграл три последние партии с сериями в 119 и 65 очков и впервые попал в основную сетку чемпионата мира, победив соперника со счетом 10:1. Трехкратный четвертьфиналист мирового первенства Райан Дэй из Уэльса встречался с 24-летним Стюартом Каррингтоном, 96-м сеянным турнира. Дэй одержал победу в стартовом фрейме на последнем розовом шаре, после чего англичанин сравнял счет благодаря серии в 80 очков. Дэй выполнил первый сенчури в матче, 106 очков, в третьей партии, а Каррингтон оставил за собой четвёртый фрейм с победным брейком в 49 очков. При счете 5:38 в пятом отрезке матча 21-й сеянный турнира оформил серию в 80 очков и сделал счет 3:2, на что его соперник ответил двумя результативными подходами в шестом фрейме — 52 и 67 очков. 34-летний уэльский снукерист оставил за собой седьмую партию с брейком в 74 очка, но Стюарт снова сравнял счет, оформив победную полусотенную серию, 54 очка при счете 20:23 в восьмом фрейме. С четвёртым брейком 50 очков, 68 очков, Райан в пятый раз в матче вышел вперед и завершил первую сессию со счетом 5:4 в свою пользу. После перерыва Дэй удвоил своё преимущество, взяв стартовую партию второй половины матча с серией в 48 очков, но Стюарт Каррингтон победил в одиннадцатом фрейме, совершив клиренс с последнего зелёного шара при счете 54:71, и сократил отставание до счета 5:6. У валлийца хорошо получалось построение брейков в этом матче и он выиграл следующую партию с очередной полусотенной серией, 77 очков, после чего взял верх в тринадцатом фрейме с подходом в 50 очков и сделал счет 8:5. Он также был сильнее в двух следующих партиях с высшей серией в 57 очков и закончил матч со счетом 10:5, попав в Крусибл в девятый раз в своей карьере.

## Результаты

### Основной турнир
Ниже представлены результаты финальной стадии турнира. Числа в круглых скобках после имён игроков обозначают их номер посева на турнире (всего в финальной стадии участвуют 16 «сеяных» игроков, и 16 игроков, пробившихся из квалификации).
|  | Первый раунд         | Первый раунд       |                    |    | Второй раунд      | Второй раунд      |  |  | 1/4 финала        | 1/4 финала        |  |  | 1/2 финала        | 1/2 финала        |
|  | Матчи до 10 побед    | Матчи до 10 побед  |                    |    | Матчи до 13 побед | Матчи до 13 побед |  |  | Матчи до 13 побед | Матчи до 13 побед |  |  | Матчи до 17 побед | Матчи до 17 побед |
|  |                      |                    |                    |    |                   |                   |  |  |                   |                   |  |  |                   |                   |
|  | 19 апреля            |                    |                    |    |                   |                   |  |  |                   |                   |  |  |                   |                   |
|  |                      |                    |                    |    |                   |                   |  |  |                   |                   |  |  |                   |                   |
|  | Ронни О'Салливан (1) | 10                 |                    |    |                   |                   |  |  |                   |                   |  |  |                   |                   |
|  | Ронни О'Салливан (1) | 10                 | 24, 25 и 26 апреля |    |                   |                   |  |  |                   |                   |  |  |                   |                   |
|  | Робин Халл           | 4                  |                    |    |                   |                   |  |  |                   |                   |  |  |                   |                   |
|  | Робин Халл           | 4                  | Ронни О'Салливан   | 13 |                   |                   |  |  |                   |                   |  |  |                   |                   |
|  | 20 и 21 апреля       |                    | Ронни О'Салливан   | 13 |                   |                   |  |  |                   |                   |  |  |                   |                   |
|  |                      | Джо Пэрри          | 11                 |    |                   |                   |  |  |                   |                   |  |  |                   |                   |
|  | Джо Пэрри (16)       | Джо Пэрри          | 11                 | 10 |                   |                   |  |  |                   |                   |  |  |                   |                   |
|  | Джо Пэрри (16)       |                    | 29 и 30 апреля     | 10 |                   |                   |  |  |                   |                   |  |  |                   |                   |
|  | Джейми Бёрнетт       | 7                  |                    |    |                   |                   |  |  |                   |                   |  |  |                   |                   |
|  | Джейми Бёрнетт       | 7                  | Ронни О'Салливан   | 13 |                   |                   |  |  |                   |                   |  |  |                   |                   |
|  | 19 и 20 апреля       |                    | Ронни О'Салливан   | 13 |                   |                   |  |  |                   |                   |  |  |                   |                   |
|  |                      | Шон Мёрфи          | 3                  |    |                   |                   |  |  |                   |                   |  |  |                   |                   |
|  | Шон Мёрфи (9)        | Шон Мёрфи          | 3                  | 10 |                   |                   |  |  |                   |                   |  |  |                   |                   |
|  | Шон Мёрфи (9)        | 27 и 28 апреля     |                    | 10 |                   |                   |  |  |                   |                   |  |  |                   |                   |
|  | Джейми Коуп          | 9                  |                    |    |                   |                   |  |  |                   |                   |  |  |                   |                   |
|  | Джейми Коуп          | 9                  | Шон Мёрфи          | 13 |                   |                   |  |  |                   |                   |  |  |                   |                   |
|  | 22 и 23 апреля       |                    | Шон Мёрфи          | 13 |                   |                   |  |  |                   |                   |  |  |                   |                   |
|  |                      | Марко Фу           | 8                  |    |                   |                   |  |  |                   |                   |  |  |                   |                   |
|  | Марко Фу (8)         | Марко Фу           | 8                  | 10 |                   |                   |  |  |                   |                   |  |  |                   |                   |
|  | Марко Фу (8)         |                    | 1, 2 и 3 мая       | 10 |                   |                   |  |  |                   |                   |  |  |                   |                   |
|  | Мартин Гоулд         | 7                  |                    |    |                   |                   |  |  |                   |                   |  |  |                   |                   |
|  | Мартин Гоулд         | 7                  | Ронни О'Салливан   | 17 |                   |                   |  |  |                   |                   |  |  |                   |                   |
|  | 22 и 23 апреля       |                    | Ронни О'Салливан   | 17 |                   |                   |  |  |                   |                   |  |  |                   |                   |
|  |                      | Барри Хокинс       | 7                  |    |                   |                   |  |  |                   |                   |  |  |                   |                   |
|  | Барри Хокинс (5)     | Барри Хокинс       | 7                  | 10 |                   |                   |  |  |                   |                   |  |  |                   |                   |
|  | Барри Хокинс (5)     | 25 и 26 апреля     |                    | 10 |                   |                   |  |  |                   |                   |  |  |                   |                   |
|  | Дэвид Гилберт        | 4                  |                    |    |                   |                   |  |  |                   |                   |  |  |                   |                   |
|  | Дэвид Гилберт        | 4                  | Барри Хокинс       | 13 |                   |                   |  |  |                   |                   |  |  |                   |                   |
|  | 21 и 22 апреля       |                    | Барри Хокинс       | 13 |                   |                   |  |  |                   |                   |  |  |                   |                   |
|  |                      | Рики Уолден        | 11                 |    |                   |                   |  |  |                   |                   |  |  |                   |                   |
|  | Рики Уолден (12)     | Рики Уолден        | 11                 | 10 |                   |                   |  |  |                   |                   |  |  |                   |                   |
|  | Рики Уолден (12)     |                    | 29 и 30 апреля     | 10 |                   |                   |  |  |                   |                   |  |  |                   |                   |
|  | Кайрен Уилсон        | 7                  |                    |    |                   |                   |  |  |                   |                   |  |  |                   |                   |
|  | Кайрен Уилсон        | 7                  | Барри Хокинс       | 13 |                   |                   |  |  |                   |                   |  |  |                   |                   |
|  | 23 и 24 апреля       |                    | Барри Хокинс       | 13 |                   |                   |  |  |                   |                   |  |  |                   |                   |
|  |                      | Доминик Дэйл       | 12                 |    |                   |                   |  |  |                   |                   |  |  |                   |                   |
|  | Марк Дэвис (13)      | Доминик Дэйл       | 12                 | 5  |                   |                   |  |  |                   |                   |  |  |                   |                   |
|  | Марк Дэвис (13)      | 26, 27 и 28 апреля |                    | 5  |                   |                   |  |  |                   |                   |  |  |                   |                   |
|  | Доминик Дэйл         | 10                 |                    |    |                   |                   |  |  |                   |                   |  |  |                   |                   |
|  | Доминик Дэйл         | 10                 | Доминик Дэйл       | 13 |                   |                   |  |  |                   |                   |  |  |                   |                   |
|  | 20 и 21 апреля       |                    | Доминик Дэйл       | 13 |                   |                   |  |  |                   |                   |  |  |                   |                   |
|  |                      | Майкл Уосли        | 4                  |    |                   |                   |  |  |                   |                   |  |  |                   |                   |
|  | Дин Цзюньхуэй (4)    | Майкл Уосли        | 4                  | 9  |                   |                   |  |  |                   |                   |  |  |                   |                   |
|  | Дин Цзюньхуэй (4)    |                    |                    | 9  |                   |                   |  |  |                   |                   |  |  |                   |                   |
|  | Майкл Уосли          | 10                 |                    |    |                   |                   |  |  |                   |                   |  |  |                   |                   |
|  | Майкл Уосли          | 10                 |                    |    |                   |                   |  |  |                   |                   |  |  |                   |                   |
|  | 21 апреля            |                    |                    |    |                   |                   |  |  |                   |                   |  |  |                   |                   |
|  |                      |                    |                    |    |                   |                   |  |  |                   |                   |  |  |                   |                   |
|  | Марк Селби (3)       | 10                 |                    |    |                   |                   |  |  |                   |                   |  |  |                   |                   |
|  | Марк Селби (3)       | 10                 | 24 и 25 апреля     |    |                   |                   |  |  |                   |                   |  |  |                   |                   |
|  | Майкл Уайт           | 9                  |                    |    |                   |                   |  |  |                   |                   |  |  |                   |                   |
|  | Майкл Уайт           | 9                  | Марк Селби         | 13 |                   |                   |  |  |                   |                   |  |  |                   |                   |
|  | 19 и 20 апреля       |                    | Марк Селби         | 13 |                   |                   |  |  |                   |                   |  |  |                   |                   |
|  |                      | Алистер Картер     | 9                  |    |                   |                   |  |  |                   |                   |  |  |                   |                   |
|  | Алистер Картер (14)  | Алистер Картер     | 9                  | 10 |                   |                   |  |  |                   |                   |  |  |                   |                   |
|  | Алистер Картер (14)  |                    | 29 и 30 апреля     | 10 |                   |                   |  |  |                   |                   |  |  |                   |                   |
|  | Сяо Годун            | 8                  |                    |    |                   |                   |  |  |                   |                   |  |  |                   |                   |
|  | Сяо Годун            | 8                  | Марк Селби         | 13 |                   |                   |  |  |                   |                   |  |  |                   |                   |
|  | 21 и 22 апреля       |                    | Марк Селби         | 13 |                   |                   |  |  |                   |                   |  |  |                   |                   |
|  |                      | Алан Макманус      | 5                  |    |                   |                   |  |  |                   |                   |  |  |                   |                   |
|  | Джон Хиггинс (11)    | Алан Макманус      | 5                  | 7  |                   |                   |  |  |                   |                   |  |  |                   |                   |
|  | Джон Хиггинс (11)    | 25 и 26 апреля     |                    | 7  |                   |                   |  |  |                   |                   |  |  |                   |                   |
|  | Алан Макманус        | 10                 |                    |    |                   |                   |  |  |                   |                   |  |  |                   |                   |
|  | Алан Макманус        | 10                 | Алан Макманус      | 13 |                   |                   |  |  |                   |                   |  |  |                   |                   |
|  | 19 и 20 апреля       |                    | Алан Макманус      | 13 |                   |                   |  |  |                   |                   |  |  |                   |                   |
|  |                      | Кен Доэрти         | 8                  |    |                   |                   |  |  |                   |                   |  |  |                   |                   |
|  | Стюарт Бингем (6)    | Кен Доэрти         | 8                  | 5  |                   |                   |  |  |                   |                   |  |  |                   |                   |
|  | Стюарт Бингем (6)    |                    | 1, 2 и 3 мая       | 5  |                   |                   |  |  |                   |                   |  |  |                   |                   |
|  | Кен Доэрти           | 10                 |                    |    |                   |                   |  |  |                   |                   |  |  |                   |                   |
|  | Кен Доэрти           | 10                 | Марк Селби         | 17 |                   |                   |  |  |                   |                   |  |  |                   |                   |
|  | 22 и 23 апреля       |                    | Марк Селби         | 17 |                   |                   |  |  |                   |                   |  |  |                   |                   |
|  |                      | Нил Робертсон      | 15                 |    |                   |                   |  |  |                   |                   |  |  |                   |                   |
|  | Джадд Трамп (7)      | Нил Робертсон      | 15                 | 10 |                   |                   |  |  |                   |                   |  |  |                   |                   |
|  | Джадд Трамп (7)      | 26, 27 и 28 апреля |                    | 10 |                   |                   |  |  |                   |                   |  |  |                   |                   |
|  | Том Форд             | 8                  |                    |    |                   |                   |  |  |                   |                   |  |  |                   |                   |
|  | Том Форд             | 8                  | Джадд Трамп        | 13 |                   |                   |  |  |                   |                   |  |  |                   |                   |
|  | 19 и 20 апреля       |                    | Джадд Трамп        | 13 |                   |                   |  |  |                   |                   |  |  |                   |                   |
|  |                      | Райан Дэй          | 7                  |    |                   |                   |  |  |                   |                   |  |  |                   |                   |
|  | Стивен Магуайр (10)  | Райан Дэй          | 7                  | 9  |                   |                   |  |  |                   |                   |  |  |                   |                   |
|  | Стивен Магуайр (10)  |                    | 29 и 30 апреля     | 9  |                   |                   |  |  |                   |                   |  |  |                   |                   |
|  | Райан Дэй            | 10                 |                    |    |                   |                   |  |  |                   |                   |  |  |                   |                   |
|  | Райан Дэй            | 10                 | Джадд Трамп        | 11 |                   |                   |  |  |                   |                   |  |  |                   |                   |
|  | 22 и 23 апреля       |                    | Джадд Трамп        | 11 |                   |                   |  |  |                   |                   |  |  |                   |                   |
|  |                      | Нил Робертсон      | 13                 |    |                   |                   |  |  |                   |                   |  |  |                   |                   |
|  | Марк Аллен (15)      | Нил Робертсон      | 13                 | 10 |                   |                   |  |  |                   |                   |  |  |                   |                   |
|  | Марк Аллен (15)      | 27 и 28 апреля     |                    | 10 |                   |                   |  |  |                   |                   |  |  |                   |                   |
|  | Майкл Холт           | 4                  |                    |    |                   |                   |  |  |                   |                   |  |  |                   |                   |
|  | Майкл Холт           | 4                  | Марк Аллен         | 7  |                   |                   |  |  |                   |                   |  |  |                   |                   |
|  | 23 и 24 апреля       |                    | Марк Аллен         | 7  |                   |                   |  |  |                   |                   |  |  |                   |                   |
|  |                      | Нил Робертсон      | 13                 |    |                   |                   |  |  |                   |                   |  |  |                   |                   |
|  | Нил Робертсон (2)    | Нил Робертсон      | 13                 | 10 |                   |                   |  |  |                   |                   |  |  |                   |                   |
|  | Нил Робертсон (2)    |                    |                    | 10 |                   |                   |  |  |                   |                   |  |  |                   |                   |
|  | Робби Уильямс        | 2                  |                    |    |                   |                   |  |  |                   |                   |  |  |                   |                   |
|  | Робби Уильямс        | 2                  |                    |    |                   |                   |  |  |                   |                   |  |  |                   |                   |

| Финал (матч до 18 побед): Театр Крусибл, Шеффилд, 4 и 5 мая 2014 года. Рефери: Брендан Мур | | |
| Ронни О'Салливан | 14-18 | Марк Селби |
| 1 сессия: 77(69)-0, 64-26, 102(102)-0, 28-69, 47-68, 80(63)-8, 36-72, 66-54 2 сессия: 99-24, 70(52)-47, 67(63)-27, 25-82(55), 45-96, 131(131)-0, 87(87)-0, 9-84(58), 9-78(62) 3 сессия: 35-81(55), 23-77(52), 7-84(74), 29-89, 76(50)-38, 67-70 4 сессия: 100(100)-0, 24-67, 39-64, 4-90(56), 79-0, 66-47, 0-131(127), 14-87(87), 56-62 | Сенчури-брейки: 4 (О'Салливан — 102, 131, 100; Селби — 127) Наивысший брейк О'Салливана: 131 Наивысший брейк Селби: 127 | 1 сессия: 77(69)-0, 64-26, 102(102)-0, 28-69, 47-68, 80(63)-8, 36-72, 66-54 2 сессия: 99-24, 70(52)-47, 67(63)-27, 25-82(55), 45-96, 131(131)-0, 87(87)-0, 9-84(58), 9-78(62) 3 сессия: 35-81(55), 23-77(52), 7-84(74), 29-89, 76(50)-38, 67-70 4 сессия: 100(100)-0, 24-67, 39-64, 4-90(56), 79-0, 66-47, 0-131(127), 14-87(87), 56-62 |
| Марк Селби — чемпион мира по снукеру 2014 года | | |

### Квалификация
|  | Раунд 1 Матчи до 10 побед | Раунд 1 Матчи до 10 побед |  | Раунд 2 Матчи до 10 побед | Раунд 2 Матчи до 10 побед |  | Раунд 3 Матчи до 10 побед | Раунд 3 Матчи до 10 побед |  | Раунд 4 Матчи до 10 побед | Раунд 4 Матчи до 10 побед |
|  |                           |                           |  |                           |                           |  |                           |                           |  |                           |                           |
|  | Чжан Аньда                | 10                        |  | Джерард Грин              | 4                         |  | Бен Вулластон             | 10                        |  | Райан Дэй                 | 9                         |
|  | Эндрю Паджетт             | 2                         |  | Тепчайя Ун-Нух            | 10                        |  | Тепчайя Ун-Нух            | 3                         |  | Бен Вулластон             | 10                        |
|  |                           |                           |  |                           |                           |  |                           |                           |  |                           |                           |
|  | Крейг Стедман             | 10                        |  | Цао Юйпэн                 | 7                         |  | Майкл Уайт                | 10                        |  | Эндрю Хиггинсон           | 4                         |
|  | Джек Джонс                | 7                         |  | Чжан Аньда                | 10                        |  | Чжан Аньда                | 5                         |  | Майкл Уайт                | 10                        |
|  |                           |                           |  |                           |                           |  |                           |                           |  |                           |                           |
|  | Лиам Хайфилд              | 10                        |  | Майк Данн                 | 6                         |  | Мэттью Селт               | 10                        |  | Кен Доэрти                | 9                         |
|  | Халид Белайед             | 2                         |  | Т.Тирапонгпайбун          | 10                        |  | Т.Тирапонгпайбун          | 8                         |  | Мэттью Селт               | 10                        |
|  |                           |                           |  |                           |                           |  |                           |                           |  |                           |                           |
|  | Танават Тирапонгпайбун    | 10                        |  | Джеймс Уоттана            | 10                        |  | Джек Лисовски             | 10                        |  | Фергал О’Брайен           | 4                         |
|  | Сандерсон Лам             | 8                         |  | Майкл Уэсли               | 7                         |  | Джеймс Уоттана            | 4                         |  | Джек Лисовски             | 10                        |
|  |                           |                           |  |                           |                           |  |                           |                           |  |                           |                           |
|  | Барри Пинчес              | 10                        |  | Лю Чуан                   | 9                         |  | Энтони Хэмилтон           | 4                         |  | Джейми Коуп               | 3                         |
|  | Хаммад Миах               | 3                         |  | Дечават Пумчжаенг         | 10                        |  | Дечават Пумчжаенг         | 10                        |  | Дечават Пумчжаенг         | 10                        |
|  |                           |                           |  |                           |                           |  |                           |                           |  |                           |                           |
|  | Кайрен Уилсон             | 10                        |  | Адам Даффи                | 6                         |  | Марк Джойс                | 10                        |  | Майкл Холт                | 10                        |
|  | Крис Норбери              | 6                         |  | Джо Свэйл                 | 10                        |  | Джо Свэйл                 | 7                         |  | Марк Джойс                | 7                         |
|  |                           |                           |  |                           |                           |  |                           |                           |  |                           |                           |
|  | Мартин О'Доннелл          | 10                        |  | Энди Хикс                 | 7                         |  | Дэвид Гилберт             | 10                        |  | Марко Фу                  | 10                        |
|  | Шейн Касл                 | 1                         |  | Тони Драго                | 10                        |  | Тони Драго                | 8                         |  | Дэвид Гилберт             | 6                         |
|  |                           |                           |  |                           |                           |  |                           |                           |  |                           |                           |
|  | Дэниел Уэллс              | 10                        |  | Алан Макманус             | 10                        |  | Найджел Бонд              | 8                         |  | Том Форд                  | 5                         |
|  | Райан Кларк               | 9                         |  | Адитья Мехта              | 9                         |  | Алан Макманус             | 10                        |  | Алан Макманус             | 10                        |
|  |                           |                           |  |                           |                           |  |                           |                           |  |                           |                           |
|  | Джейми О'Нил              | 9                         |  | Род Лоулер                | 10                        |  | Энтони Макгилл            | 9                         |  | Мартин Гоулд              | 10                        |
|  | Цао Синлонг               | 10                        |  | Патрик Фрэйзер            | 5                         |  | Rod Lawler                | 10                        |  | Род Лоулер                | 7                         |
|  |                           |                           |  |                           |                           |  |                           |                           |  |                           |                           |
|  | Пол Дэвисон               | 10                        |  | Джимми Робертсон          | 10                        |  | Лян Вэньбо                | 10                        |  | Марк Дэвис                | 10                        |
|  | Крис Уэйклин              | 9                         |  | Ли Янь                    | 2                         |  | Джимми Робертсон          | 3                         |  | Лян Вэньбо                | 6                         |
|  |                           |                           |  |                           |                           |  |                           |                           |  |                           |                           |
|  | Майкл Лесли               | 6                         |  | Юй Дэлу                   | 10                        |  | Джейми Бёрнетт            | 6                         |  | Марк Кинг                 | 10                        |
|  | Кристофер Киган           | 10                        |  | Иан Бёрнс                 | 2                         |  | Юй Дэлу                   | 10                        |  | Юй Дэлу                   | 9                         |
|  |                           |                           |  |                           |                           |  |                           |                           |  |                           |                           |
|  | Джоэл Уокер               | 10                        |  | Барри Пинчес              | 9                         |  | Джейми Джонс              | 9                         |  | Маркус Кэмпбелл           | 10                        |
|  | Аллан Тэйлор              | 8                         |  | Лиам Хайфилд              | 10                        |  | Лиам Хайфилд              | 10                        |  | Лиам Хайфилд              | 4                         |
|  |                           |                           |  |                           |                           |  |                           |                           |  |                           |                           |
|  | Джеймс Уоттана            | 9                         |  | Питер Лайнс               | 9                         |  | Рори Маклауд              | 9                         |  | Джо Пэрри                 | 3                         |
|  | Алекс Борг                | 10                        |  | Сэм Бэйрд                 | 10                        |  | Сэм Бэйрд                 | 10                        |  | Сэм Бэйрд                 | 10                        |
|  |                           |                           |  |                           |                           |  |                           |                           |  |                           |                           |
|  | Сэм Бэйрд                 | 9                         |  | Альфи Бёрден              | 10                        |  | Дэйв Харольд              | 9                         |  | Доминик Дэйл              | 10                        |
|  | Джон Джей Эстли           | 10                        |  | Пол Дэвисон               | 7                         |  | Альфи Бёрден              | 10                        |  | Альфи Бёрден              | 5                         |
|  |                           |                           |  |                           |                           |  |                           |                           |  |                           |                           |
|  | Гэри Уилсон               | 4                         |  | Курт Мэфлин               | 10                        |  | Стив Дэвис                | 7                         |  | Питер Эбдон               | 10                        |
|  | Джеймс Кэхилл             | 10                        |  | Крейг Стедман             | 6                         |  | Курт Мэфлин               | 10                        |  | Курт Мэфлин               | 8                         |
|  |                           |                           |  |                           |                           |  |                           |                           |  |                           |                           |
|  | Люка Бресель              | 10                        |  | Джимми Уайт               | 10                        |  | Сяо Годун                 | 4                         |  | Роберт Милкинс            | 10                        |
|  | Ли Пэйдж                  | 8                         |  | Тянь Пэнфэй               | 7                         |  | Джимми Уайт               | 10                        |  | Джимми Уайт               | 5                         |